# Mariakapel (Susteren, Heide)
De Mariakapel is een kapel in Susteren in de Nederlandse gemeente Echt-Susteren. De kapel staat aan de splitsing van de Heidestraat met de Pissummerweg in Heide in het oosten van het dorp.
Op ongeveer 200 meter naar het oosten staat de Lourdesgrot.
De kapel is gewijd aan de heilige Maria.

## Geschiedenis
In 1950 werd de kapel gebouwd.

## Gebouw
De wit geschilderde bakstenen kapel op onbeschilderde plint heeft een driezijdige koorsluiting en wordt gedekt door een zadeldak met leien met geknikte dakvoet. In de beide zijgevels bevinden zich elk twee spitsboogvensters. De frontgevel eindigt aan de bovenzijde in een tuit, heeft in de dakrand onderaan een knik (in lijn met de geknikte dakvoet) en eindigt op een verbrede aanzet. De frontgevel heeft bovenaan een smeedijzeren kruis, daaronder een rond venster, daaronder in smeedijzer de tekst Ave Maria en daaronder de rondboogvormige toegang die wordt afgesloten met een dubbele houten deur met kleine raampjes. Rechts onderaan in de frontgevel is een gevelsteen ingemetseld met de tekst ANNO SANTO 1950. Links en rechts van de frontgevel is een lage bakstenen muur gemetseld die wit geschilderd is met erop een onbeschilderde ezelsrug, waarbij de linkermuur een cirkelkwart vormt.
Van binnen is de kapel uitgevoerd in baksteen onder een wit gestuukt gewelf. In de achterwand is een halfronde apsis in baksteen uitgevoerd en in de apsis staat het gemetselde altaar. Op het altaar staat een polychroom Mariabeeld die de heilige toont met haar handen uitnodigend uitgestrekt.